# Kurt Grünbaum
Robert Carl Eduard Kurt Grünbaum (* 5. April 1892 in Storkow; † 9. April 1982 in Prerow) war ein deutscher Jurist und Konsistorialpräsident in der ehemaligen Evangelischen Kirche der Kirchenprovinz Sachsen.

## Leben
Er wurde als Sohn des Storkower Arztes Ernst Grünbaum (* 1853; † 1934) und dessen Ehefrau Hedwig (* 1859; † 1938), geboren und wuchs zusammen mit zwei Schwestern in der märkischen Kleinstadt auf.
Die höhere Schulbildung erfolgte durch die Ritterakademie in Brandenburg an der Havel, wo er im Jahre 1911 die allgemeine Hochschulreife erlangte. Unmittelbar nach dem Abitur studierte er Staats- und Rechtswissenschaften an den Universitäten in Heidelberg und Kiel. Das kriegsbedingt verkürzte erste juristische Staatsexamen legte er im August 1914 ab und nahm anschließend als Kriegsfreiwilliger am Ersten Weltkrieg teil. Aus dem Kriegsdienst wurde er als Leutnant der Reserve 1918 entlassen, ausgezeichnet mit dem Eisernen Kreuz EK I und EK II. Das zweite juristische Staatsexamen bestand er nach Absolvierung der Referendarzeit in Storkow und Berlin im Jahre 1921 und wurde kurzzeitig als Gerichtsassessor tätig. Von Januar 1922 bis Mai 1925 arbeitete er als Rechtsanwalt in Berlin bei einem verwandten Rechtsanwalt, dem Justizrat Carl Mengel, der mit der Schwester Anna des Vaters Ernst Grünbaum verheiratet war. Ebenso wie Rechtsanwalt Mengel wurde Grünbaum für die damaligen drei Berliner Landgerichte zugelassen. Die gemeinsame Rechtsanwaltskanzlei befand sich in der Potsdamer Straße 90, wo Grünbaum auch mit seiner jungen Familie wohnte. Neben seiner Tätigkeit als Rechtsanwalt nahm Grünbaum 1923 eine Stelle als juristischer Hilfsarbeiter im Konsistorium der Mark Brandenburg an und arbeitete dann ab April 1925 dort in Vollzeit als neu ernannter Konsistorialrat.
Im März 1926 wurde er zunächst als kommissarischer Mitarbeiter im Ministerium für Wissenschaft, Kunst und Volksbildung tätig und ab 1. April 1928 als Ministerialrat in der „Geistlichen Abteilung“ beamtet.

### Berufstätigkeit im NS-Staat
Zur Zeit des Nationalsozialismus gingen die vom „Reichs- und Preußischen Ministerium des Innern“ sowie die vom „Reichs- und Preußischen Ministerium für Wissenschaft, Erziehung und Volksbildung“ bearbeiteten kirchlichen Angelegenheiten auf ein 1935 neu geschaffenes Ministerium, das Reichskirchenministerium, über und damit wurde auch der Ministerialbeamte Grünbaum übernommen.
Er arbeitete in diesem Reichsministerium für die Kirchlichen Angelegenheiten seit Mitte 1935 unter Hanns Kerrl (1887–1941) und Hermann Muhs (1894–1962), ohne Mitglied der NSDAP wegen seiner familiären Herkunft zu sein beziehungsweise zu werden. Er gehörte jedoch dem Reichsbund der Deutschen Beamten an und trat in die NS-Volkswohlfahrt ein. Er traf sich konspirativ mit leitenden evangelischen und katholischen Persönlichkeiten, insbesondere mit Otto Dibelius und Heinrich Wienken zu Aussprachen.
Kriegsbedingt wurde 1943 Grünbaums Arbeitsbereich zusammen mit einem Sonderstab des Reichskirchenministeriums in die Lutherstadt Wittenberg in ein Gebäude des evangelischen Predigerseminars ausgelagert.
In der Endphase des Zweiten Weltkrieges, am 23. Februar 1945, wurde Grünbaum zum Volkssturm als einfacher Volkssturmmann eingezogen, obwohl er im Ersten Weltkrieg als Offizier gedient hatte. Am 23. März 1945 wurde er, der seit Jahrzehnten getaufte evangelische Christ, wegen seines jüdischen Großvaters Eduard Grünbaum (1814–1883), einem Arzt, vorzeitig wieder entlassen.

### Neuorientierung nach Kriegsende 1945
Für die am 9. Juli 1945 geschaffene Provinz Mark Brandenburg unter Ministerpräsident Karl Steinhoff (SPD/SED) wurde Grünbaum ab August zunächst zum Oberregierungsrat ernannt und später zum Regierungsdirektor. Hauptamtlich wirkte er auftragsgemäß zunächst an der Neuordnung der Kirchenangelegenheiten. Und dann arbeitete er unter dem 4. Vizepräsidenten Franz Schleusener (CDU) an der Regelung der Vermögens- und Schuldenverwaltung. Zu den weiteren Aufgaben für Grünbaum im Brandenburgischen Finanzministerium der Provinzialverwaltung unter Minister Walther Kunze (LDP) und im Ministerium für Volksbildung, Wissenschaft und Kunst unter Minister Fritz Rücker (SPD/SED) zählte die regierungsamtliche Klärung von kirchlichen Angelegenheiten. Grünbaum veranlasste, dass die ehemalige Garnisonkirche in Potsdam, die seit 1918 dem preußischen Staat gehörte, 1947 nach Verabschiedung des Kontrollratsgesetzes Nr. 46 zur Auflösung des Staates Preußen an das Land Brandenburg fiel, durch eine Grundbucheintragung am 30. April 1947 als kirchliches Eigentum ausgewiesen wurde. Von der zuständigen Potsdamer evangelischen Kirchengemeinde konnte der Turm der Garnisonkirchen-Ruine als „Heilig-Kreuz-Kapelle“ von 1950 bis 1968 genutzt werden. Im zweiten Halbjahr 1947 war er Ministerialrat im Volksbildungsministerium der Landesregierung, wo er ebenfalls kirchliche Angelegenheiten zu bearbeiten hatte.
Am 15. September 1945 trat er in die drei Monate nach Kriegsende als überkonfessionelle christliche politische Partei in Berlin gegründete CDU ein und war in der CDU Brandenburg ab Mitte Oktober desselben Jahres als Mitglied organisiert.
Im Oktober 1947 wurde der Jurist Grünbaum aus dem Dienst des Landes Brandenburg nach Überprüfung durch eine Entnazifizierungskommission entlassen. Damit schied er auch aus dem Kuratorium der „Stiftung Joachimsthalsches Gymnasium zu Templin“ aus, in das er am 28. Juni 1947 zum 1. Vorsitzenden gewählt worden war. Zuvor hatte am 16. August 1947 die SMAD den Befehl 201 erlassen, betreffend Richtlinien zur Anwendung der Direktiven Nr. 24 und Nr. 38 des Kontrollrats über die Entnazifizierung. Die brandenburgische Entnazifizierungskommission bezog sich auf Grünbaums Tätigkeit im Reichskirchenministerium und erwirkte seine Verhaftung. Nach sechswöchiger Haftzeit wurde Grünbaum nach Intervention vor allem von Bischof Dibelius beim Obersten Chef der Sowjetischen Militäradministration Marschall Sokolowski wieder freigelassen. Der Ministerrat in Potsdam erteilte daraufhin eine Zulassung nur für den kirchlichen, nicht jedoch für den außerkirchlichen öffentlichen Dienst. Der evangelische Propst und Mitbegründer der CDU in Berlin Heinrich Grüber riet Grünbaum in der gegebenen Situation davon ab, Einspruch bei der Landesregierung Brandenburg gegen die Einschränkung dieser Zulassung einzulegen.
Die evangelische Kirchenleitung Berlin-Brandenburg berief den Juristen und engagierten evangelischen Christen zum Domkurator des Domstifts Brandenburg mit Wirkung vom 1. Februar 1948. Dem Domkapitel hatte er als ehrenamtlicher Domherr „in Anerkennung seiner Verdienste im Kirchenkampf“ bereits seit 1946 angehört. Im April 1949 wurde er zudem ehrenamtlicher Stiftshauptmann des Klosters Heiligengrabe.

### Leiter der Hauptabteilung Verbindung zu den Kirchen bei der Regierung der DDR
Die Errichtung der Hauptabteilung Verbindung zu den Kirchen wurde am 20. Oktober 1949 von der Provisorischen Regierung der DDR beschlossen. Sie wurde dem Stellvertreter des Ministerpräsidenten, Nuschke, der zugleich CDU-Vorsitzender war, unterstellt. Anfang Januar 1950 nahm diese Abteilung in der Regierungskanzlei der DDR ihre Arbeit auf. Sein Staatsamt trat Grünbaum mit Wirkung vom 1. Januar 1950 an. Danach wurde in der „Hauptgeschäftsstelle“ (Parteileitung) der CDU ein vom 51-jährigen Journalisten und CDU-Mitglied Willi Leisner geleitetes Referat „Verbindung zu den Kirchen“ (Kirchenfragen) im Oktober 1950 eingerichtet. Grünbaum vernetzte sich mit dem CDU-Parteifunktionär Leisner und erstellte auf dessen Wunsch hin ein Gutachten über die „Entwicklung des Verhältnisses von Staat und Kirche“ im Sommer 1952.
An der Amtseinführung des Bischofs von Berlin Wilhelm Weskamm am 31. Juli 1951 in der katholischen Kirche St. Sebastian im Stadtbezirk Wedding hatte Hauptabteilungsleiter Kurt Grünbaum zusammen mit Nuschkes persönlichen Referenten Helmut Enke (* 1916) teilgenommen.
Als Nuschke von einem Kuraufenthalt aus Sowjetunion am 21. Februar 1952 nach Berlin zurückkehrte, hatten sich zu seiner Begrüßung sowohl Grünbaum als auch CDU-Außenminister Georg Dertinger, CDU-Generalsekretär Gerald Götting sowie die DDR-Staatssekretäre Hans-Paul Ganter-Gilmans und Heinrich Toeplitz, beide ebenfalls Mitglieder der CDU, auf dem Flughafen Schönefeld eingefunden.
Bis zum 31. Dezember 1952 war Grünbaum im Rang eines Ministerialdirektors der erste Leiter der Hauptabteilung „Verbindung zu den Kirchen“ in der Regierungskanzlei der DDR. Als sein Nachfolger wurden die Ost-CDU-Mitglieder Gerhard Reintanz bzw. Willi Leisner in Aussicht genommen.
Zum Tätigkeitsfeld dieser Hauptabteilung gehörten die staatliche Anerkennung und die Auflösung von Religionsgemeinschaften und kirchliche Rechts-, Vermögens- sowie Finanzfragen. Auch Repräsentationsaufgaben hatte er wahrzunehmen. Beispielsweise nahm er als Leiter der Hauptabteilung „Verbindung zu den Kirchen“ zusammen mit dem Persönlichen Referenten des Stellvertretenden Ministerpräsidenten Otto Nuschke, Helmut Enke, an den Trauerfeierlichkeiten für den verstorbenen katholischen Bischof von Meißen, Petrus Legge, im März 1951 teil.
Die Tageszeitung der CDU Neue Zeit veröffentlichte anlässlich des 60. Geburtstages Grünbaums 1952 einen Glückwunsch an den „engen Mitarbeiter“ Otto Nuschkes mit einer Würdigung seiner mehrjährigen „Arbeit im Bereich des Staates“ und hoffte, dass es dem „Unionsfreund … vergönnt sein möge, in voller Gesundheit und Schaffenskraft auch in den kommenden Jahren an seiner verantwortungsvollen Stelle wirken zu können“, ohne zu ahnen, dass die SED-Oberen seine Entlassung aus dem Staatsdienst – ohne Einbeziehung Nuschkes – am 16. Oktober 1952 beschließen würden.
Grünbaum wurde 1952 aus dem Staatsdienst entlassen. Seine fachliche Kompetenz stand für die DDR-Funktionäre außer Frage, jedoch wurde seine politische Haltung aus Sicht der DDR-Oberen als bedenklich eingeschätzt. Nuschke erhielt am 1. November 1952 eine Mitteilung vom Chef der DDR-Regierungskanzlei, Staatssekretär Fritz Geyer, über die Ablösung Grünbaums. Der stellvertretende Ministerpräsident wies jedoch zeitnah die Vorwürfe gegen Hauptabteilungsleiter Grünbaum in einem Schreiben an den Ministerpräsidenten Grotewohl zurück. Die unbewiesene Anschuldigung, Kulturgüter der DDR veruntreut zu haben, diente letztlich als offizieller Grund, die Entlassung des Hauptabteilungsleiters herbeizuführen und so sich eines „Reaktionärs“ zu entledigen. Der Leiter der Hauptabteilung „Verbindung zu den Kirchen“ der DDR-Regierung hatte guten Glaubens die leihweise Entsendung von Ausstellungsstücken aus der DDR für eine Ausstellung im Rahmen der Tagung des Lutherischen Weltbundes 1952 in Hannover veranlasst.
Grünbaum wurde nach seiner unfreiwilligen Entlassung aus dem Staatsapparat sogar für fünf Monate in Untersuchungshaft genommen. Die Stasi war in den Besitz einer Akte des ehemaligen Reichskirchenministeriums über das Disziplinarverfahren gegen den Bekenntnispfarrer Hans Böhm gekommen und hielt Grünbaum in der Untersuchungshaft vor, nichts gegen derartige Disziplinarverfahren unternommen zu haben. Außerdem wurde er verdächtigt, dass er „an der illegalen Flucht seiner Mitarbeiter aus der … Hauptabteilung Verbindung zu den Kirchen … beteiligt war oder dies auf seine Veranlassung geschah.“
Die Verhaftung erfolgte nahezu zeitgleich mit anderen ehemaligen kirchenpolitischen Referenten beziehungsweise Parteifunktionären der CDU und SED, die der gesamtdeutschen evangelischen Kirche wohlgesonnen waren. Im Bericht der Stasi zur Festnahme Grünbaums vom Vortage wurde seine CDU-Mitgliedschaft ausdrücklich genannt. Bereits am 15. Januar 1953 wurde der Minister für Auswärtige Angelegenheiten der DDR, Georg Dertinger (CDU) vom Ministerium für Staatssicherheit (MfS) verhaftet. In Dertingers Wohnhaus sollte Grünbaum durch eine verhörmäßige Befragung der „feindlichen Tätigkeit“ überführt werden, um ihn zielgerichtet „zur geheimen Mitarbeit anzuwerben“, damit er „über Innerkirchliche Angelegenheiten“ etwas preisgibt.
Von den Mitgliedern der CDU Gerhard Reintanz, damals Hauptabteilungsleiter im Ministerium für Auswärtige Angelegenheiten der DDR und auch von Willi Leisner, ehemaliger Kirchenreferent bei der CDU-Parteileitung, wurden Ambitionen bekannt, der Nachfolger von Grünberg in der „Hauptabteilung Verbindung zu den Kirchen“ zu werden.

### Erneut im kirchlichen Dienst
Bereits ab 1. Februar 1953 gehörte Grünbaum dem evangelischen Konsistorium der Kirchenprovinz Berlin-Brandenburg an. Er wurde von der Kirchenleitung zum Oberkonsistorialrat ernannt und sollte am Sonnabend, dem 21. Februar 1953, durch Präses Kurt Scharf in sein neues Amt eingeführt werden. Seine kirchliche Funktion als Oberkonsistorialrat konnte er erst nach Aufhebung des am 21. Februar 1953 erlassenen Haftbefehls vom Stadtgericht Berlin wahrnehmen und nachdem er aus der Untersuchungshaft am 21. Juli 1953 entlassen wurde. Das eigentliche Ziel der Stasi war nicht erreicht worden, Grünbaum „zur geheimen Mitarbeit im Kampf gegen die … Kirche“ als inoffiziellen Mitarbeiter unter Vorspiegelung falscher Tatsachen anzuwerben.
Ab dem 1. September 1953 wirkte er auch als Mitarbeiter in der Kirchenkanzlei der Evangelischen Kirche in Deutschland (EKD) in Ost-Berlin. Zudem war er seit 1947 Synodaler der Provinzialsynode der Evangelischen Kirche Berlin-Brandenburg. Überdies war er ehrenamtliches Mitglied der gesamtdeutschen Synode der Evangelischen Kirche der Union.

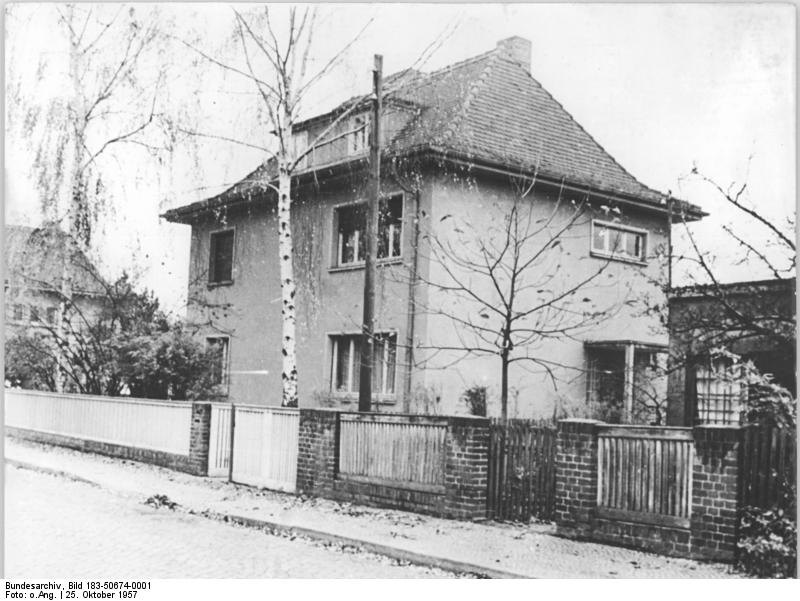
Wohnhaus Grünbaums im Ulmenweg 8 in Magdeburg, 1957

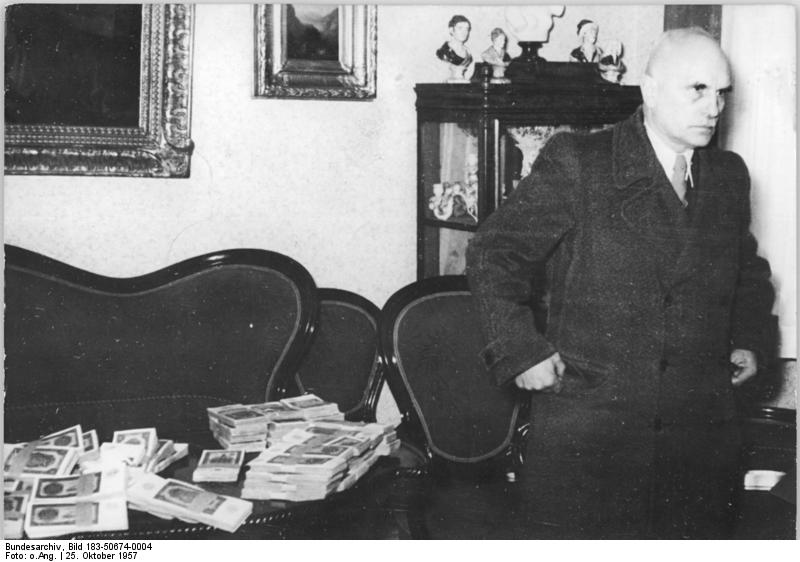
Von der DDR-Propaganda im Zusammenhang mit seiner Verhaftung veröffentlichtes Bild Grünbaums mit Geldscheinen, 1957

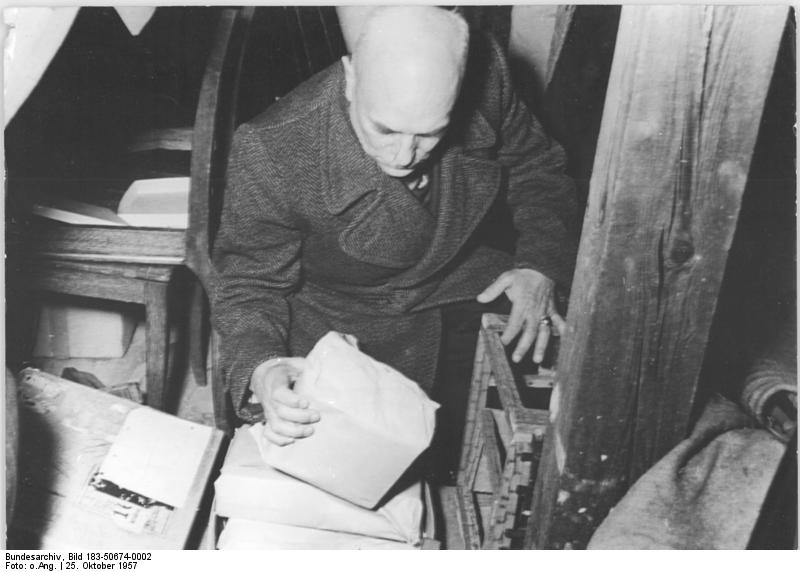
Propagandaaufnahme, Kurt Grünbaum entnimmt bei seiner Verhaftung verpackte Banknoten einem Karton auf dem Dachboden

Mit dem 1. Juli 1954 schied er aus dem Dienst der Evangelischen Kirche in Berlin-Brandenburg aus, um als Nachfolger des Magdeburger Juristen Bernhard Hofmann (* 19. Juli 1889; † 10. Februar 1954) das Amt des Konsistorialpräsidenten in der evangelischen Kirchenprovinz Sachsen unter Bischof Müller und ab 1955 bei seinem Nachfolger Johannes Jänicke zu übernehmen. Bischof Dibelius würdigte in einer Sitzung der Kirchenleitung die Verdienste in der Kirchenprovinz Brandenburg. Ab 1956 wurde er zugleich Vizepräsident des „Centralausschusses der Inneren Mission“. Grünbaum nahm 1956 an der gesamtdeutschen außerordentlichen Synode der EKD, die vom 27. bis 29. Juni in Berlin-Spandau stattfand, teil und trug dort ein „Wort zur Lage der evangelischen Kirche in der DDR“ vor. Nuschke bemängelte, dass Hanns Lilje in dem von ihm herausgegebenen Sonntagsblatt den „Bericht Grünbaums im Wortlaut vollständig abdrucken“ ließ, in dem Behinderungen des kirchlichen Lebens genannt wurden, jedoch nur einen Auszug aus dem „Referat von Generalsuperintendent Jacob aus Cottbus“, der nicht auf unbedingten Konfrontationskurs gehen wollte.
Am Sonntag, dem 13. Oktober 1957, wurden DDR-Banknoten durch eine blitzartige, kurzfristig angekündigte Geldumtausch-Aktion der Regierung der DDR außer Verkehr gebracht und durch neue Geldscheine mit dem zurückliegenden Ausgabejahr 1955 ersetzt. In diesem Zusammenhang kam es zur Verhaftung von Grünbaum durch die DDR-Staatssicherheit. Am 21. Oktober 1957 wurde auch der Magdeburger Finanzdezernent der Evangelischen Kirche der Kirchenprovinz Sachsen, Siegfried Klewitz, verhaftet. Beiden wurde illegaler Geldtransfer von Deutsche Mark (DM/Ost) aus Westberlin in die DDR vorgeworfen.
Es handelte sich bei der Geldsumme um von der Kirche in der DDR dringend erwartete Finanzen in der Währung Deutsche Mark (DM/Ost). Es waren Kirchensteuermittel von Westberliner Christen, die im so genannten „Demokratischen Sektor von Berlin“ arbeiteten, erklärte der Berlin-Brandenburger Präses Scharf zur Herkunft des Geldes dem Magdeburger Gericht. Der staatliche Kirchensteuereinzug durch die Finanzämter wurde im Demokratischen Sektor von Berlin wie auch in der gesamten DDR 1956 völlig abgeschafft.
Ungeachtet der Tatsache, dass Kirchensteuern von so genannten Grenzgängern in Westberlin mit Ostgeld bezahlt wurden, verurteilte am 24. Januar 1958 das Bezirksgericht Magdeburg Grünbaum in einem Schauprozess zu zweieinhalb Jahren Gefängnis und einer Geldstrafe in Höhe von 10.000 Mark „wegen Gefährdung der ordnungsgemäßen Durchführung der Geldumtauschaktion“. Die Verteidigungsschriften hatte der provinzsächsische Kirchenjurist Herbert Hemprich ausgearbeitet. Dem Prozess voran ging eine Propagandawelle der DDR-Presse unter der Überschrift „Geldschiebungen der Mittelsmänner des Bischofs Dibelius“. Der Magdeburger CDU-Vorsitzende Carl Broßmann verurteilte gegenüber der DDR-Nachrichtenagentur ADN in einer Stellungnahme die „Rolle, die Grünbaum und Klewitz bei den versuchten Währungsspekulationen gespielt“ hatten als „entwürdigend und unchristlich“.
Grünbaum gab im Zusammenhang mit dem Schauprozess eine Erklärung ab, wonach „die Behandlung während der Haft immer korrekt und verständnisvoll und im Rahmen der Bestimmungen bisweilen sogar freundlich war. Ich hatte meine Bibel und mein Gesangbuch und möchte dafür ausdrücklich danken.“
Die Haftstrafe Grünbaums wurde unter anderem wegen seines hohen Alters im Urteil vom 24. Januar 1958 zur Bewährung ausgesetzt und er wurde am Tag darauf aus der Untersuchungshaftanstalt der Stasi in Magdeburg entlassen.
Nach seiner Versetzung in den Ruhestand 1958 arbeitete er noch ab Juli desselben Jahres als Domkurator in Brandenburg hauptamtlich und er war von 1961 bis 1971 Stellvertreter des Leiters der Kirchenkanzlei der Evangelischen Kirche der Union (EKU) im Bereich DDR.

## Familie
Er war mit der Lehrerin Johanna-Luise (Annelies) Schultze (1893–1976), Tochter des Superintendenten und Oberpfarrers Werner Schultze (* 1862) seit 27. November 1921 verheiratet. Zeitweise nach dem Umzug der Familie 1925 von Berlin nach Bergholz-Rehbrücke arbeitete sie dort als Deutschlehrerin. Berufsbedingt zog Grünbaum mit seiner Familie 1955 nach Magdeburg. Dort wirkte er vom 1. Juli 1954 bei der Evangelischen Kirche der Kirchenprovinz Sachsen bis 21. Oktober 1957 als Konsistorialpräsident.
Aus der Ehe gingen sieben Kinder hervor: vier Mädchen und drei Jungen, von denen Hedwig-Dorothea (* 1922) und Helga (* 1924) in Berlin zur Welt kamen, während die weiteren Geschwister in Bergholz-Rehbrücke geboren wurden. Einer der Söhne – Hartmut (1930–1983) – studierte Theologie und war von 1974 bis 1982 als Generalsuperintendent von Berlin (Ost) tätig. Am 27. November 1971 beging das Ehepaar Annelies und Kurt Grünbaum seine Goldene Hochzeit. Die Familie feierte das 50-jährige Ehejubiläum nicht in der Stadt Brandenburg, wo sie seit 1958 wohnte, sondern in der damaligen Ost-West-Begegnungsstätte in der Berliner Albrechtstraße unweit des Bahnhofs Friedrichstraße, dem seinerzeit so genannten Christlichen Hospiz. Nachträglich zum 85. Geburtstag des Konsistorialpräsidenten i. R. erschien in der überregionalen Tageszeitung der CDU auf der Seite Der Christ in unserer Zeit, die unter Verantwortung des Ressortleiters der Kirchenredaktion Eberhard Klages stand, eine entsprechende Nachricht mit der Information seines kirchlichen Amtes vor seinem Ruhestand 1958 in der Evangelischen Kirche der Kirchenprovinz Sachsen. Sein Vorgänger, der NZ-Redakteur für Kirchenpolitik Herbert Trebs, hatte nahezu 20 Jahre früher beklagend kommentiert, dass „Grünbaum  … eine Haltung gegenüber der gesellschaftlichen Ordnung der DDR an den Tag legt(e), die alles andere als loyal war.“

## Ruhestätte Neustädtischer Friedhof Brandenburg
Grünbaum starb bei seinem Aufenthalt auf dem Darß, wo seine älteste Tochter, die Zahnärztin Dorothea-Hedwig Affeld (* 1922), wohnte. Kurt Grünbaum fand neben seiner am 9. November 1976 verstorbenen Frau die letzte Ruhestätte in Brandenburg an der Havel auf dem Neustädtischen Friedhof, dem Kirchhof der evangelischen Gemeinde St. Katharinen. Grünbergs Grabstein trägt den Hinweis auf den Bibelspruch „Seid allezeit fröhlich, betet ohne Unterlass, seid dankbar in allen Dingen; denn das ist der Wille Gottes in Christus Jesus für euch“, der sein Konfirmationsspruch war, sowie die Leitungstätigkeiten im Kirchendienst namentlich als „Konsistorialpräsident“ und „Domkurator“.

## Veröffentlichungen (Auswahl)
- zusammen mit Georg Banasch unter der Hauptautorenschaft von Walter Koch: Die Kirchensteuer in Preussen nach dem Stande von 1933, Berlin 1933; DNB 574382976
- Recht der Religionsgemeinschaften. In: G. Illing, G. Kautz: Handbuch für Verwaltung und Wirtschaft im Reich und in Preußen. Bd. 2. Berlin 1932,  S. 1397–1517;  DNB 366269291
- Domstift und Domkapitel seit 1946[48]